# قزل‌آلای رنگین‌کمان باخا کالیفرنیا
قزل‌آلای رنگین‌کمان باخا کالیفرنیا (نام علمی: Oncorhynchus mykiss nelsoni) نام یک زیرگونه از گونه قزل‌آلای رنگین‌کمان است.